# Väinämöinen
Väinämöinen est le personnage principal de la poésie et de l’épopée finnoise et carélienne, le Kalevala. Son nom vient de finnois : väinämö, signifiant « ménestrel ». Il est décrit comme un vieil homme sage doté d'une voix magique.

## Väinämöinen dans la mythologie finnoise

### Väinämöinen et la naissance du monde
En 1551, Mikael Agricola cite Väinämöinen dans une liste des divinités du Häme. Ainsi que d’autres auteurs Agricola présente Väinämöinen comme étant le dieu des chants et de la poésie. Dans de nombreux récits populaires, Väinämöinen est le personnage central de la naissance du monde et Väinämöinen existe avant l’apparition du monde. Le mythe évoque la naissance du monde à partir du chaos et de l'œuf cosmique aussi bien que par la création.
Au début, il y a seulement l’Eau et le Ciel. Et le Ciel a une fille nommée Ilmatar et parfois aussi Kave ou Luonnotar. Un jour, cherchant une place où se reposer, Ilmatar descend dans les eaux. Elle y nage pendant 700 années et y remarque un bel oiseau aussi à la recherche d’une place où se reposer. Ilmatar lève son genou vers l’oiseau afin qu’il puisse se poser, ce qu’il fait. L’oiseau y dépose alors six œufs d’or et l’un en fer. Alors que l’oiseau incube ses œufs, le genou d’Ilmatar chauffe de plus en plus jusqu’à ce la brûlure la fasse réagir en secouant son genou. Ce mouvement déplace les œufs qui tombent et les fait chuter et se briser dans les eaux. La terre est formée de la partie inférieure de l’un des œufs et le ciel de la partie supérieure. Les blancs d’œufs deviennent la lune et les étoiles et le jaune forment le soleil.
Ilmatar passe plusieurs centaines d’années à flotter dans les eaux admirant le résultat de ces œufs brisés jusqu’à ce qu’elle ne puisse plus résister à l’urgence de se développer pour continuer la création. Ses traces de pas deviennent des piscines pour les poissons et par un simple geste elle crée les contours des pays. De cette façon, elle a créé tout ce qui existe. Puis un jour, elle donne naissance à Väinämöinen, le premier homme dont le père est la mer. Väinämöinen nage jusqu’à rejoindre une terre mais, celle-ci étant stérile, il demande l’aide du Grand Ours céleste. Un garçon nommé Sampsa Pellervoinen lui est alors envoyé et celui-ci sème la flore sur la terre.

### Väinämöinen et le Sampo

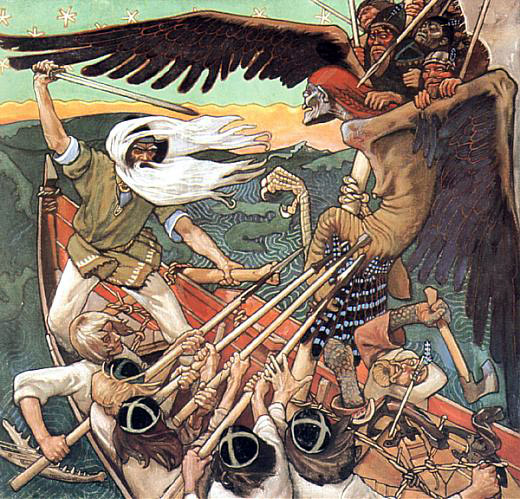
La Défense du sampo (1896) par Akseli Gallen-Kallela.

Väinämöinen est le personnage principal des récits concernant le Sampo, objet rappelant une fabrique miraculeuse qui crée céréale, sel et or. Väinämöinen part à Pohjola pour y épouser la fille de Pohjola. La maîtresse de Pohjola impose au prétendant qu'il forge le Sampo. Väinämöinen n'y parvient pas et il repart déçu à la maison. Cependant, il envoie le forgeron Ilmarinen forger le Sampo de Pohjola. Toutefois, la maîtresse de Pohjola ne donne pas sa fille à Ilmarinen, mais lui impose de réaliser de nouvelles tâches. Quand il a réalisé toutes les tâches, la fille de Pohjola lui est donnée comme épouse. Celle-ci est tuée et dans sa douleur Ilmarinen part à Pohjola épouser la seconde fille de Louhi. Ayant remarqué combien le peuple de Pohjola est heureux grâce au Sampo, il se fâche et le raconte à Väinämöinen et à Lemminkäinen. Ces derniers se fâchent à leur tour et partent vers Pohjola avec une armée pour y dérober le Sampo. Le Sampo est volé, mais sur le chemin du retour, la maîtresse de Pohjola attaque et dans les combats le Sampo est détruit. Des morceaux du Sampo échouent sur une plage et développent l'agriculture.

### Chants et musiques de Väinämöinen
On dit que Väinämöinen est un habile chanteur d'incantations et un joueur de kantele. Väinämöinen remporte, contre Joukahainen, un concours de chants incantatoires. D'une formule magique, il envoie Joukahainen dans un marécage, et pour en sortir Joukahainen doit se résoudre à permettre à Väinämöinen d'épouser sa sœur. Le mariage n'aura cependant pas lieu car la sœur se suicidera.
Väinämöinen se raconte différents récits sur lui-même en s'accompagnant des plusieurs façons au kantele. Selon l'un des récits, le navire militaire est sur le dos du gigantesque suomuhauki. On tue ce brochet géant et Väinämöinen fabrique un kantele avec l'os de sa mâchoire. Il fait les cordes du kantele avec les cheveux d'un être d'un bois sacré. Väinämöinen joue si joliment que les gens, les animaux et les créatures divines viennent l'écouter. Et il n'est pas un seul mâle, même des plus endurcis, qui puisse retenir ses larmes. Väinämöinen jouant du kantele est un motif populaire des arts visuels finnois. Ainsi, Martti Haavio a remarqué ce motif dans la Carta Marina de Olaus Magnus imprimée en 1539.

## Väinämöinen dans leKalevala
Dans la mythologie finno-carélienne, Väinämöinen est le fils d'Ilmatar, la divinité de l'air, qui l'a porté durant de nombreuses années en flottant sur la mer avant d'enfanter.
Après avoir perdu une joute oratoire, Joukahainen promet à Väinämöinen sa sœur Aïno pour épouse. Cependant, Aïno fuit les avances du vieil homme et se noie. Väinämöinen voyage en Pohjola, avec l'intention d'y épouser l'une des filles de la souveraine Louhi. Väinämöinen promet à Louhi qu'Ilmarinen lui forgera le Sampo. En récompense, on lui promet la main d'une fille de Pohjola. Après son retour, Väinämöinen invoque Ilmarinen, qui forge le Sampo. Mais il ne reçoit pas en échange la jeune fille promise.
Väinämöinen commence la construction d'un navire, pour se rendre jusqu'en Pohjola. Pour ce faire, il doit obtenir des formules magiques, qu'il part en vain chercher à Tuonela, le pays des morts. Il découvre finalement ces formules dans le ventre d'un géant mort : le magicien Antero Vipunen. Ilmarinen est mis au courant par sa sœur Annikki des plans de Väinämöinen, et part également pour Pohjola. La vierge de Pohjola choisit Ilmarinen et l'épouse.
Väinämöinen, Ilmarinen et Lemminkäinen voyagent à Pohjola dans le but de voler le Sampo. Au cours du voyage, Väinämöinen tue un énorme brochet et fait de sa mâchoire un kantele dont le son  endort les habitants de Pohjola. Ses compagnons et lui fuient en emportant le Sampo. Une fois réveillé, Louhi se transforme en un aigle gigantesque et se lance avec son armée à la poursuite des voleurs. Le kantele est perdu dans les flots et le Sampo est brisé durant le combat : une partie sombre au fond des mers, l'autre est rejetée sur les rivages, apportant la prospérité à la Finlande.
Louhi envoie maladies et fléaux ravager Kalevala. Elle cache les étoiles et dérobe le feu, que Väinämöinen et Ilmarinen parviennent à récupérer.
Dans le chant dernier du Kalevala, qui fait écho au Nouveau Testament, la vierge Marjatta est fécondée par une airelle. Väinämöinen condamne à mort cet enfant sans père. Mais l'enfant lui échappe et est couronné roi de Carélie. Väinämöinen part en voyage avec son bateau. L'épopée s'achève sur les paroles du poète. Selon certains analystes, les événements finals du Kalevala décrivent l'abandon des dieux païens à l'arrivée du christianisme.

## Analogies avec d'autres mythologies

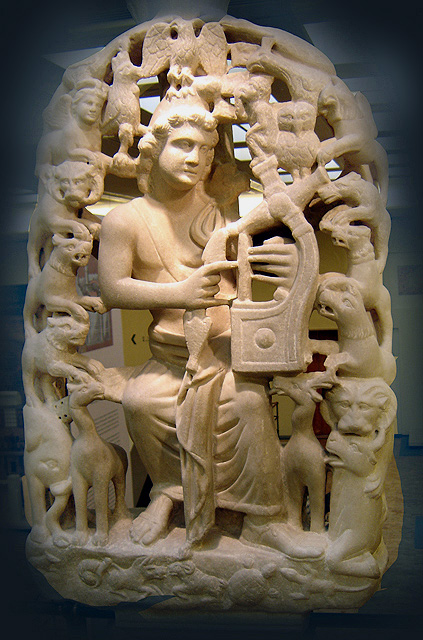
Orphée joue de la lyre entouré d'animaux.

### Mythologie grecque
Väinämöinen a de remarquables similitudes avec le grand poète et musicien Orphée de la mythologie grecque. Orphée est aussi renommé pour son savoir et ses poésies, et, comme Väinämöinen, il joue de son instrument à cordes de façon si émouvante que toute la nature s'adoucit et vient s’émerveiller. Orphée aussi voyage en enfer et en revient. Orphée sera aussi l'objet d'adoration mystique et d'un culte rappelant le chamanisme : l'orphisme. On pense que le personnage d'Orphée a été adopté de la Grèce à l’Europe de l'Est où il a pris comme Väinämöinen des traits chamaniques. Par exemple, Holger Thesleff raconte qu'Orphée est une sorte de chamane mythique de la famille entre autres de Väinämöinen.

### Mythologie scandinave
Väinämöinen a aussi été comparé à Odin, le dieu principal de la mythologie nordique qui était à la fois le dieu du combat mais aussi le dieu de la poésie. Le voyage de Väinämöinen à Tuonela rappelle aussi la visite d'Odin au pays des morts.

### Mythologie irlandaise
Un parallèle intéressant est à noter avec la légende de Setanta, dit Cúchulainn. Väinämöinen est soumis aux mêmes épreuves que Cúchulainn avant d'épouser Emer, le lys d'Emain Macha.

### Culture estonienne
Dans l'épopée nationale estonienne, le Kalevipoeg, le héros central similaire s'appelle Vanemuine.

## Dans la culture populaire
Väinämöinen aurait inspiré Tolkien pour son personnage de Gandalf présent notamment dans le Seigneur des Anneaux.